# 全唇叉柱兰
全唇叉柱兰（学名：Cheirostylis takeoi），又名阿里山指柱蘭，为蘭科指柱蘭屬下的一个种。

## 扩展阅读
- 维基共享资源上的相關多媒體資源：阿里山指柱蘭
- 維基物種上的相關：阿里山指柱蘭